# 99番目の夜
「99番目の夜」（きゅうじゅうきゅうばんめのよる）は、PENICILLINの3枚目のシングル。1997年3月19日にPIONEER LDCよりリリースされた。当時流行っていた500円シングルでメイン作曲はO-JIRO。

## 概要
- オリコン最高9位とグループとしては初のベストテン入り(個人としては、これより以前にHAKUEIがZEUS、千聖がDANCE WITH THE WILD THINGでそれぞれベストテン入りしている)。・累計は14.2万枚と初のスマッシュヒット。この曲でテレビ朝日系ミュージックステーションにグループとして初出演(個人としてはHAKUEIが出演済)。

## 収録曲
1. 99番目の夜（作詞:HAKUEI 作曲:PENICILLIN 編曲:PENICILLIN&西平彰）
2. 99番目の夜 (without vox)